# Lipno (zámek)
Lipno je barokní zámek ve stejnojmenné vesnici v okrese Louny. Od roku 1964 je chráněn jako kulturní památka. Stojí na okraji zemědělského areálu v severní části vesnice.

## Historie

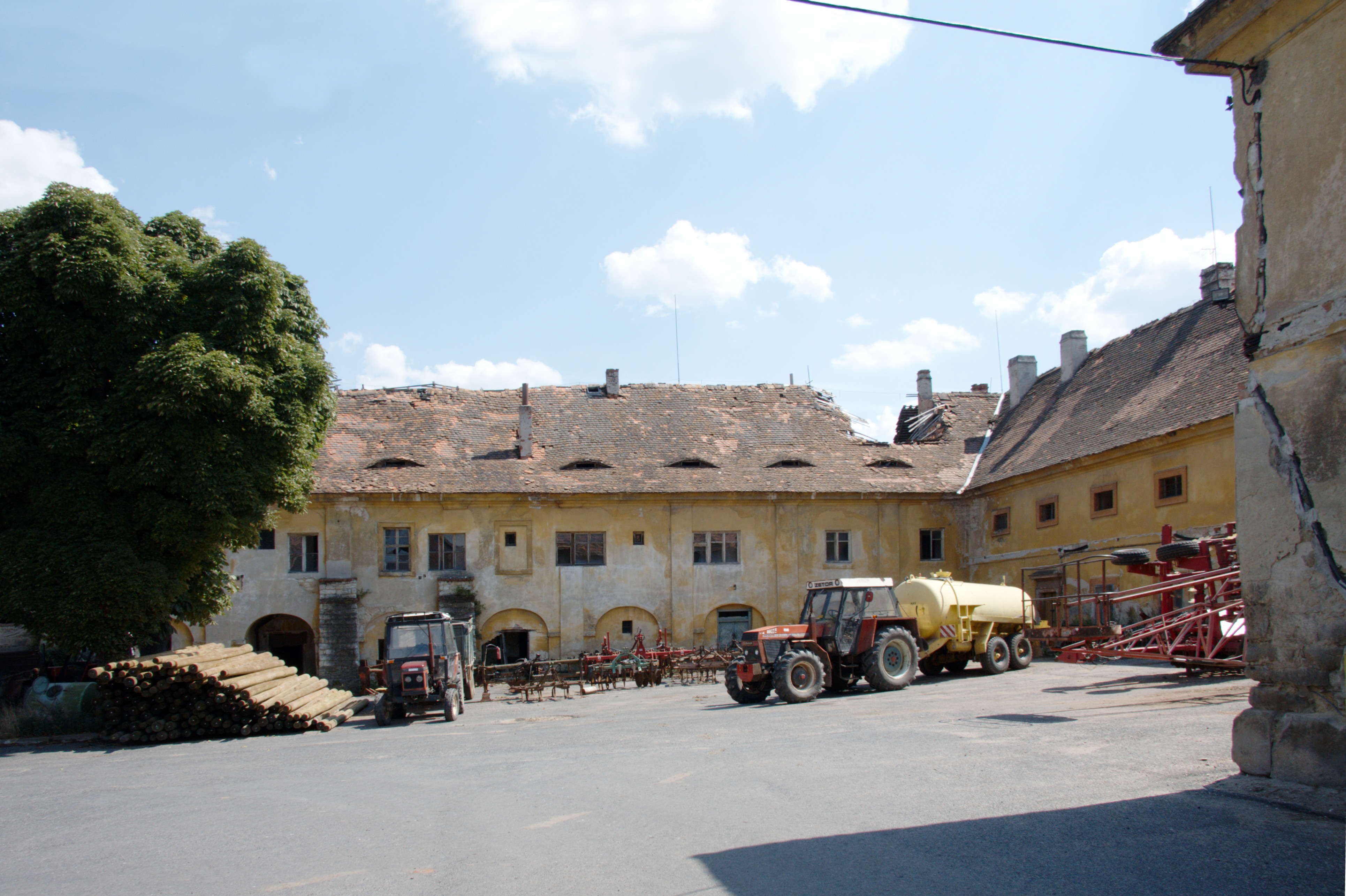
dvorní průčelí zámecké budovy a navazující sýpky

První písemná zmínka o vesnici pochází z roku 1266 a na konci čtrnáctého století je poprvé zmiňována také tvrz, která vystřídala řadu majitelů. Během třicetileté války byla i s vesnicí zpustošena. Panství však roku 1636 koupil Jan Oldřich z Bisingenu, který nechal tvrz přestavět na barokní zámek. Od jeho dvou synů panství v roce 1676 koupil Jiří Ludvík ze Sinzendorfu. Jeho potomci je roku 1692 přenechali za 22 000 zlatých Ferdinandovi ze Schwarzenbergu a v majetku tohoto rodu zůstal až do znárodnění. Zámek sloužil až do koupě sousedního novohradského panství jako sídlo samostatného panství Velké Lipno. Vzhledem k malé vzdálenosti nedalekých Postoloprt zámek patrně sloužil především správě panství, po spojení s novohradským panstvím zřejmě už pouze správě lipenského hospodářského dvora.[zdroj?]

## Stavební podoba
Při přestavbě tvrze na zámek byla snad zachována půdorysná dispozice, ale změnilo se uspořádání interiéru. Dochovaná podoba zámecké budovy však pochází až ze schwarzenberské přestavby z doby okolo roku 1700. Jednopatrový zámek má obdélníkový půdorys. Nádvorní fasáda je z větší části dosud členěná pilastry, v přízemí slepou arkádou, původně otevřenou, v patře původně rozměrnými obdélnými okny v kamenných ostěních, dnes z větší části nahrazených trojdílnými ze druhé poloviny dvacátého století. Na západní straně na zámeckou budovu pravoúhle navazuje barokní sýpka, na vstupním portálu datovaná letopočtem 1709. Vybudována byla podle projektu Pavla Ignáce Bayera. Ten by mohl být i autorem barokní podoby zámku. Vyloučit nelze ani autorství Giacoma Antonia de Maggi, který na místě schwarzenberského knížecího stavitele působil před Bayerem. Na jeho autorství by poukazovala ještě raně barokní podoba východního štítu zámecké budovy.[zdroj?]

## Fotogalerie

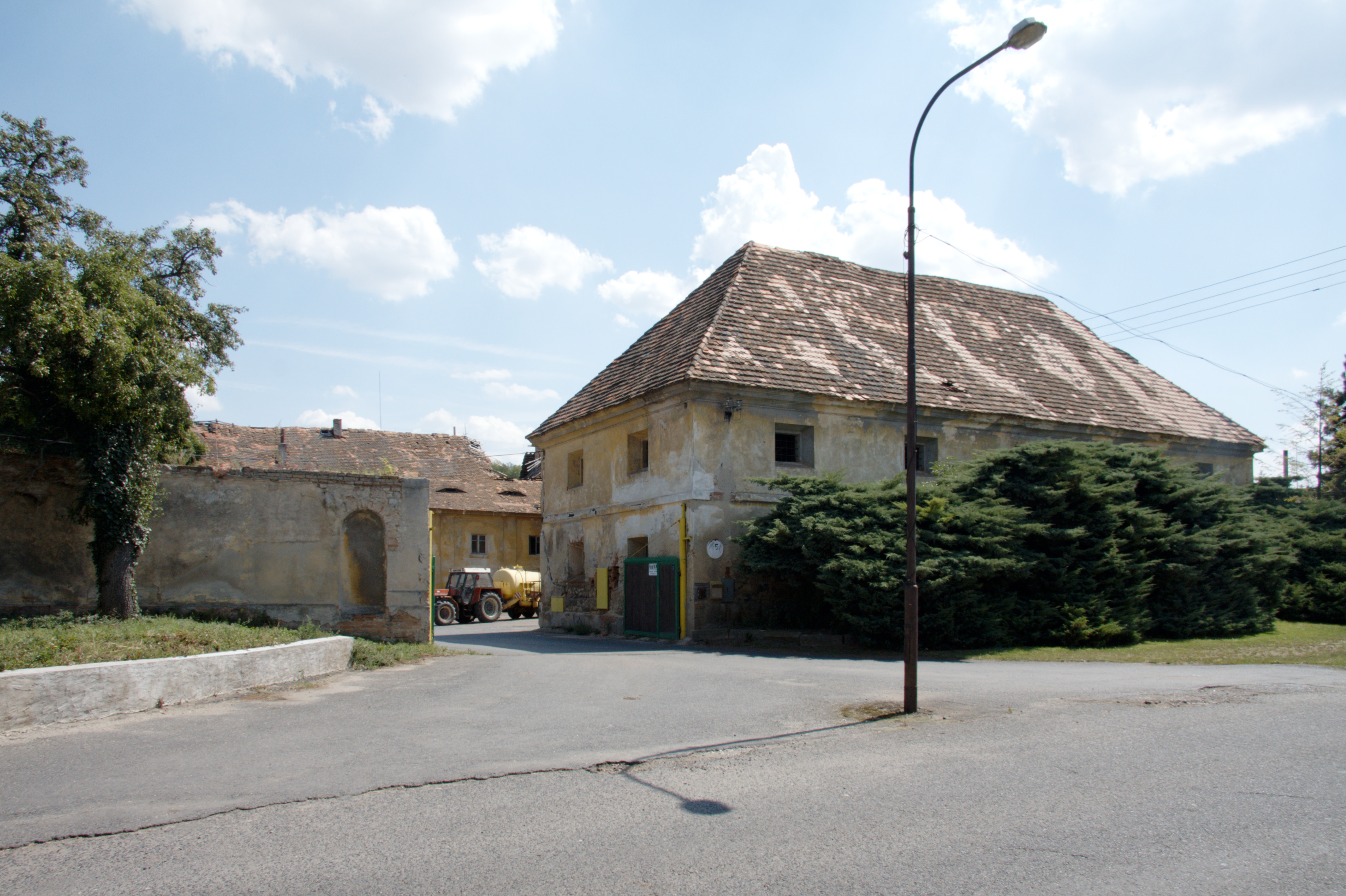
Hlavní vjezd do hospodářského dvora, v průhledu patrná zámecká budova, vlevo dochovaná barokní nika
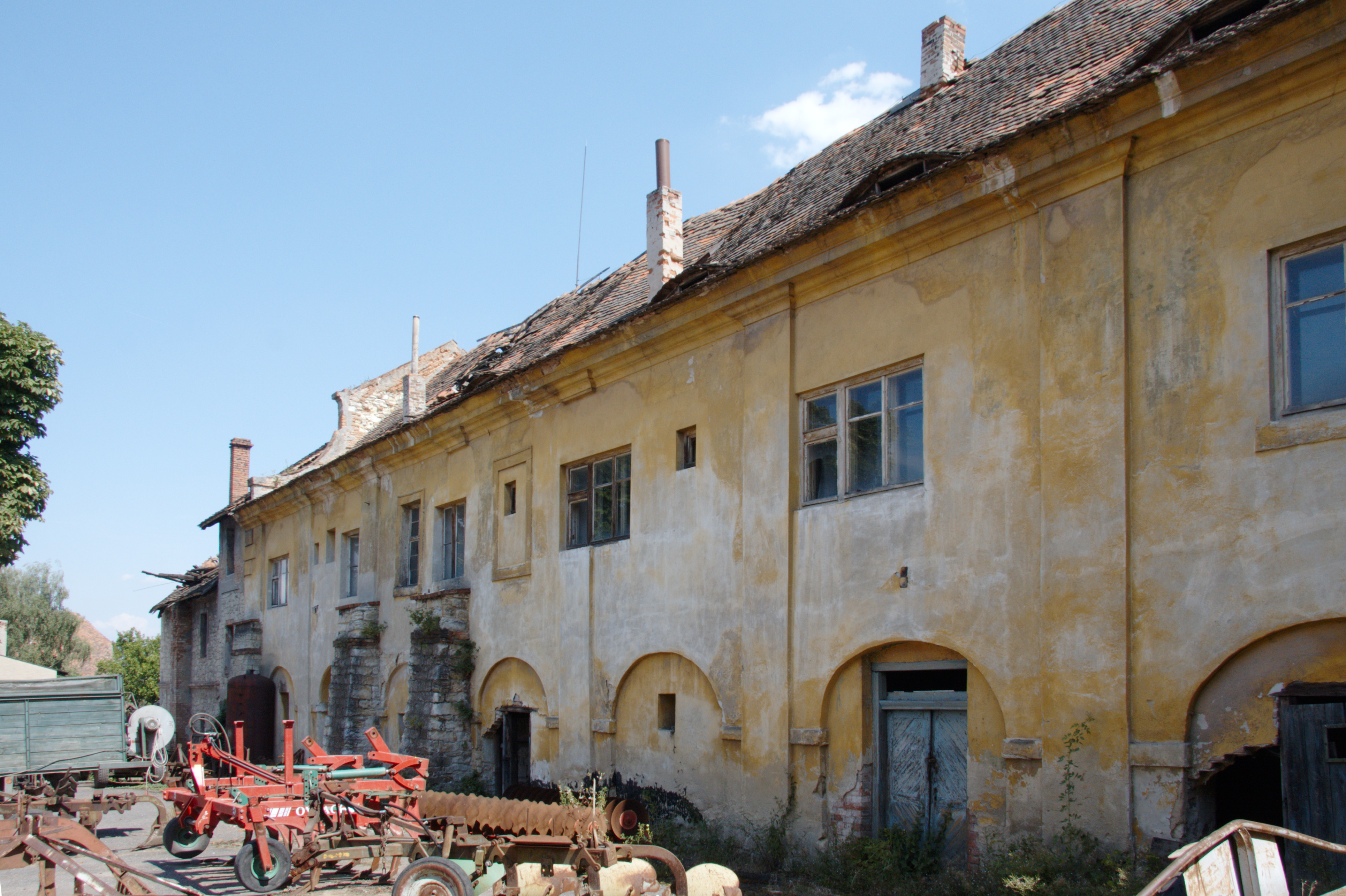
Dvorní průčelí (pohled k východu) s dobře patrným dochovaným barokním členěním fasády
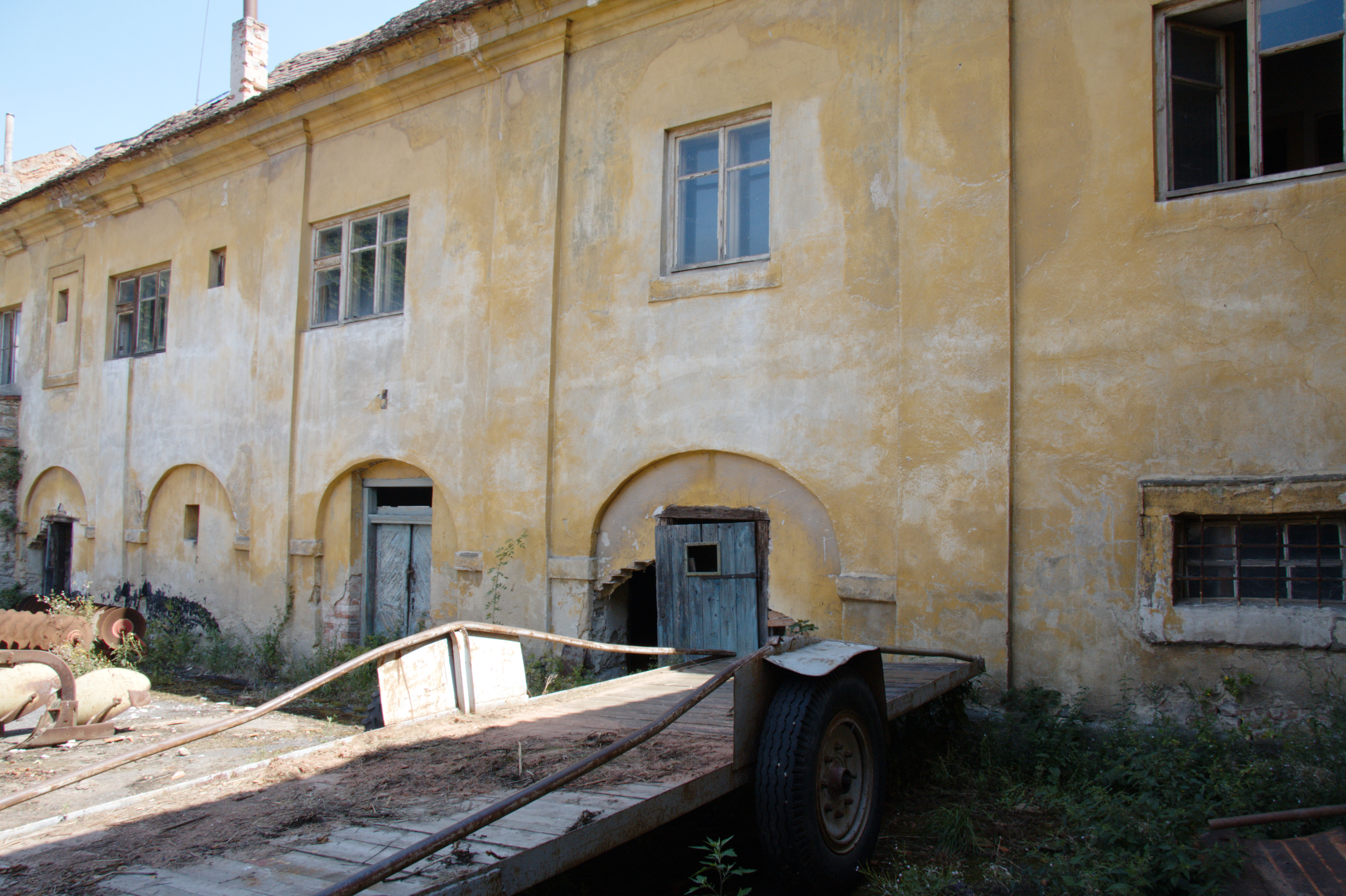
Dochované barokní členění dvorního průčelí zámecké budovy
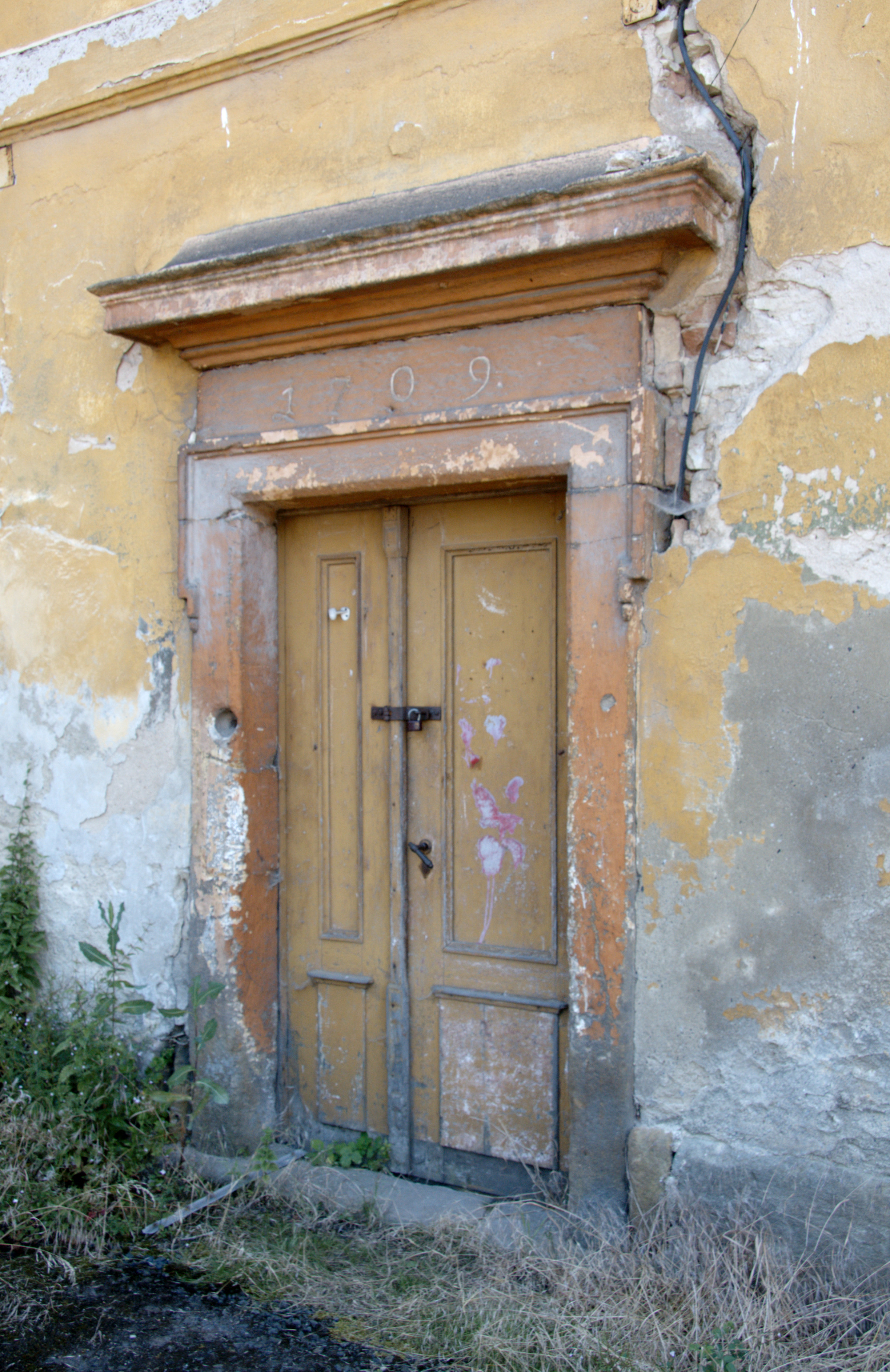
Barokní portál sýpky s letopočtem 1709
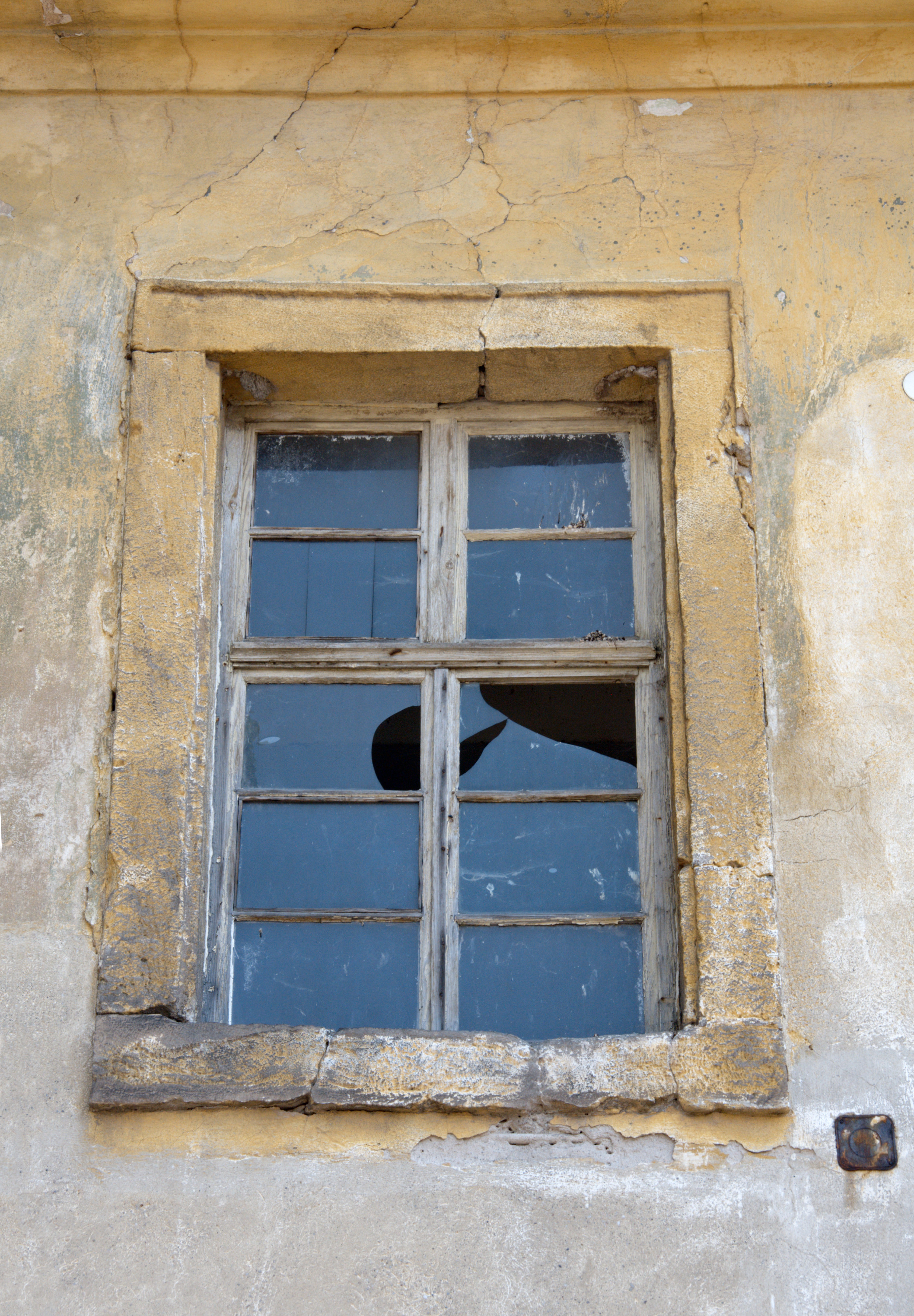
Barokní okenní ostění zámecké budovy; okenní výplň je mladší, ale respektuje starší barokní či klasicistní podobu.
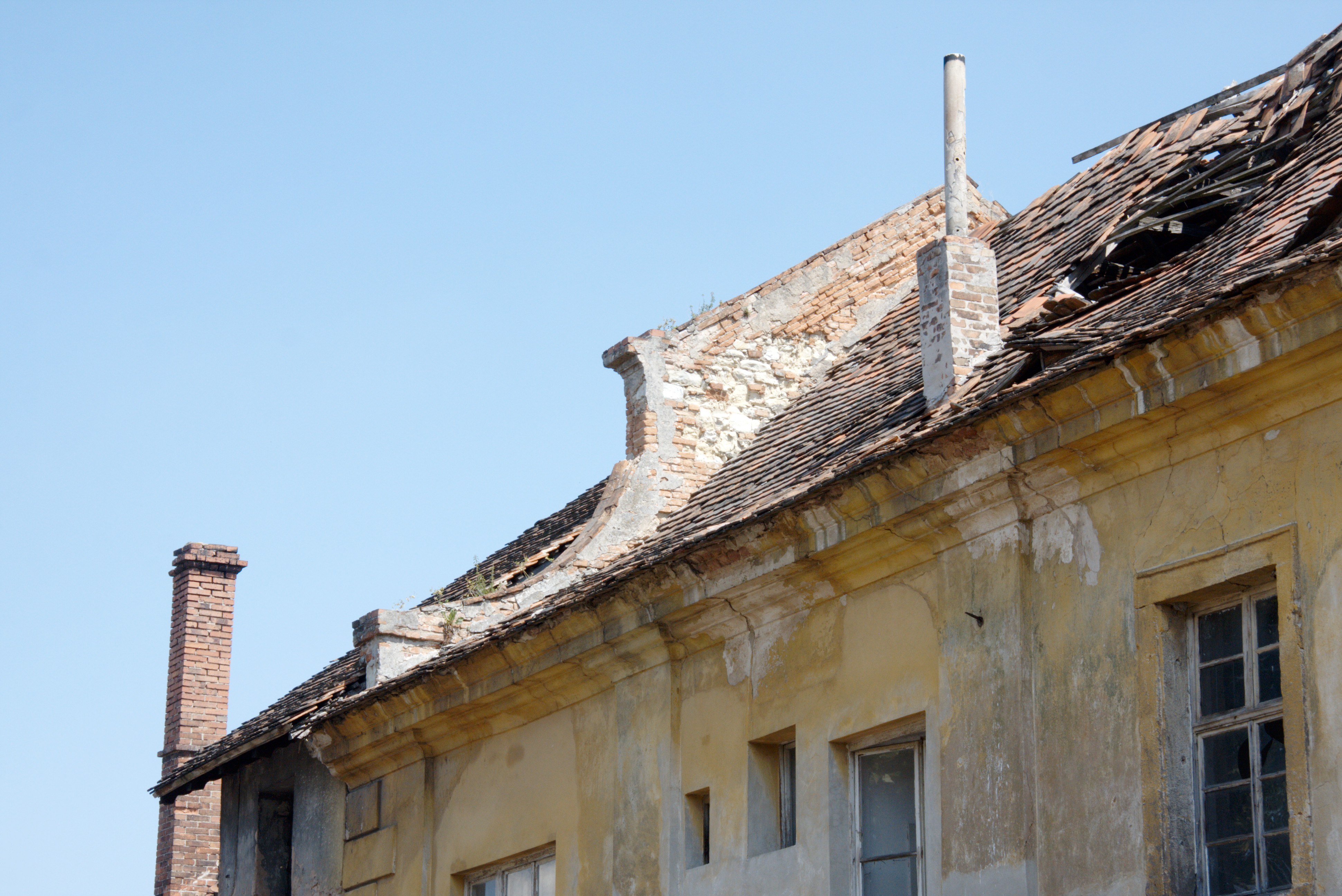
Rubová strana mladší přístavbou zakrytého barokního východního štítu